# Sagliano
Sagliano è una frazione del comune di Varzi posta in altura a nordovest del centro abitato.

## Storia
Sagliano (CC H663) apparteneva al Marchesato di Godiasco, ed era feudo di una linea dei Malaspina di Oramala e Godiasco. Nel 1863 ebbe il nome Sagliano di Crenna. Fu annesso a Varzi nel 1929.